# Polskie przysłowia

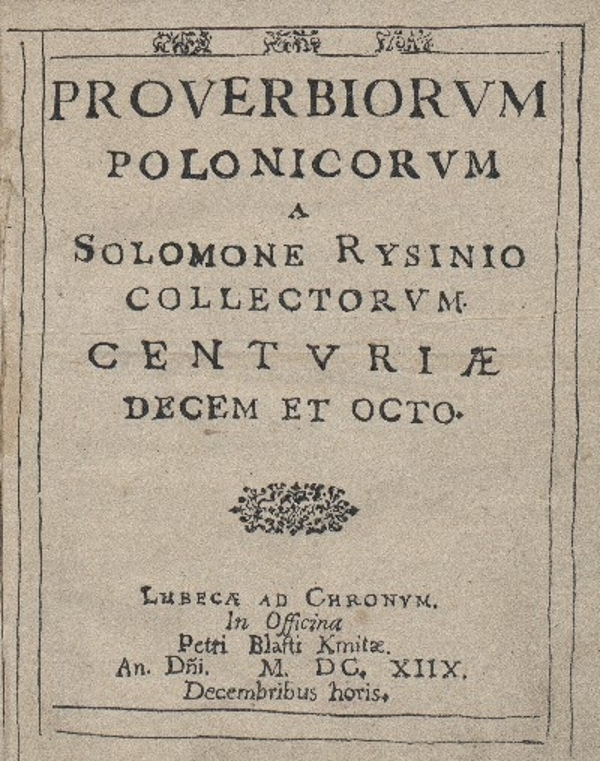
Proverbiorum Polonicorum a Solomone Rysinio, zbiór przysłów polskich z 1618 r. (po łacinie, wydanie polskie miało miejsce 1620 r.), uznany za pierwsze dzieło poświęcone zbieraniu przysłów polskich

Przysłowia polskie są częścią bogatej tradycji ludowej i językowej Polski. Stanowią one nie tylko źródło mądrości ludowej, ale także odzwierciedlenie historii, kultury i wartości narodowych. Przysłowia to krótkie, zwięzłe zdania lub wyrażenia, które zawierają pewne nauki lub wskazówki życiowe. Są przekazywane z pokolenia na pokolenie, pełniąc rolę przewodnika moralnego i kulturowego. Istnieją tysiące przysłów polskich. 

## Średniowieczne korzenie
Wiele z przysłów polskich ma swoje korzenie w Średniowieczu, często stanowią one tłumaczenia przysłów łacińskich. Najstarsze znane przysłowie polskie to quando się łyka drą, tunc ea drzy (zapisane w 1407 r.). Przysłowie to, oryginalnie zapisane w języku staropolskim z elementami łacińskimi, w dzisiejszym języku polskim ma formę „Kiedy się łyka drą, wtedy je drzyj” (chłopi polscy nosili obuwie z łyka lipowego, które trzeba wyrabiać wiosną).

## Badania naukowe i zbiory przysłów
Przysłowia polskie są badane i zbierane w Polsce od XVI wieku (Żywot Ezopa Fryga, 1522). Istnieje szereg naukowych opracowań polskich przysłów (t.zw. paremiologia polska). Polskie przysłowia są gromadzone w słownikach tematycznych i podobnych zbiorach od XVII wieku - pierwszym takim zbiorem było dzieło Przypowieści polskie, przez Salomona Rysińskiego zebrane, a teraz nowo przydane i na wielu miejscach poprawione, zawierające ok. 1,800 przysłów. Wraz z czasem, zwiększała się nie tylko liczba takich pozycji, ale też i liczba zawartych w nich przysłów; znacząca była XIX-wieczna Księga przysłów, przypowieści i wyrażeń przysłowiowych polskich (1889–1894, znana także w skrócie jako Księga przysłów polskich) Samuela Adalberga zawierająca ok. 30,000 przysłów. 
Po II wojnie światowej znaczący wkład w dziedzinę polskiej paremiologii wniósł Julian Krzyżanowski. Był redaktorem największego i najbardziej renomowanego do dziś zbioru przysłów polskich pt. Nowa księga przysłów i wyrażeń przysłowiowych polskich, także znanej jako  Nowa Księga przysłów polskich, i wydanej w latach 1969–1978.

## Przykłady znanych przysłów polskich
Do znanych przysłów polskich należą m.in.:
"Polak, Węgier, dwa bratanki, i do szabli, i do szklanki."
"Polska niebem dla szlachty, czyśćcem dla mieszczan, piekłem dla chłopów, a rajem dla Żydów."
"Sądzi Kryże – będą krzyże."

## Przysłowia i pogoda w tradycji ludowej
W tradycji ludowej Polski, przysłowia związane z porami roku, miesiącami i świętami kościelnymi odgrywały istotną rolę w rytmie życia dawnych mieszkańców. Przysłowia te, oparte na doświadczeniach i wierzeniach ludowych, często odnosiły się do pogody i cyklu natury. Oto niektóre z tych przysłów:
Pory roku:
- "Późna zima długo trzyma."
- "Jedna jaskółka wiosny nie czyni."
- "Wiosna to panna, lato matka, jesień wdowa, zima macocha."

Miesiące:
- "Styczeń mrozi, lipiec skwarem grozi."
- "Kiedy luty pofolguje, marzec zimę zreperuje."
- "W marcu jak w garncu."
- "Kwiecień plecień, bo przeplata – trochę zimy, trochę lata."
- "Kto się akurat w maju urodzi, temu zwykle dobrze się powodzi."
- "Czerwiec się czerwieni, będzie dość w kieszeni."
- "Kiedy lipiec daje deszcze, długie lato będzie jeszcze."
- "Gdy w dni sierpnia spieka wszędzie, tedy długa zima będzie."
- "Wrzesień chodzi po rosie, zbiera grzyby we wrzosie."
- "Gdy październik z wodami, grudzień z wiatrami."
- "W listopadzie goło w sadzie."
- "Grudzień ziemię grudzi dla zwierząt i ludzi."

Przysłowia te odzwierciedlają głęboko zakorzenione wiedzę ludową na temat klimatu i natury oraz miały praktyczne zastosowanie w codziennym życiu, zwłaszcza w rolnictwie. Warto zauważyć, że przysłowia te stanowiły nie tylko kulturową ciekawostkę, ale również służyły jako wskazówki dotyczące praktycznych decyzji i obserwacji pogody.

## Przysłowia w utworach polskich muzyków
Przysłowia odgrywają istotną rolę w tworzeniu tekstów utworów muzycznych polskich artystów. Twórcy wykorzystują obecność muzyki w samych przysłowiach, takie jak aspekty rytmiczne, leksykalne i kulturowe. Tematyka muzyczna często krzyżuje się z przysłowiami lub stanowi źródło inspiracji dla tworzenia prowerbialnych obrazów. 
Oto niektóre przykłady przysłowiowych odniesień w tekstach piosenek polskich muzyków:
1. "Mądry głupiemu ustępuje", "do trzech razy sztuka", "jeśli wejdziesz między wrony, musisz krakać tak jak one", "każdy kij ma dwa końce", "przysłowia są mądrością narodów" - Kazik na żywo w piosence "Przy słowie"[9].
2. "Przyjaciół poznaje się w biedzie", "do wesela się zagoi", "czas goi rany", "ostatni będą pierwszymi", "nieszczęścia chodzą parami", "co dwie głowy to nie jedna" - Penx w piosence Przysłowia[10].
3. "Nieszczęścia chodzą parami? Tylko w przysłowiach." - Hukos & Cira w utworze "Supeł"[11].
4. "I tylko w przysłowiu szewc chodzi boso." - Tede w piosence "Moje życie jest tu"[12].
5. "Jest starym porzekadłem, że oczy dusz zwierciadłem" - A.J.K.S. w utworze "1320".
6. "Znasz to przysłowie – winni się tłumaczą.", "teraz już wiem, milczenie jest jak złoto" - Chada, Jarecki, Pih, Sitek, DonGuralesko w utworze "P.M.T.".
7. "Tak jak wiesz, nie oceniaj książki po okładce." - Młody M w utworze "Uzależnienie".
8. "Mój dom to moja twierdza" - Kazik na żywo w piosence "Mój do to moja twierdza".
9. "Nie kupuj kota w worku, "kto pod kim dołki kopie, sam często wpada w nie" - Irena Santor w piosence "Kowalem swego szczęścia każdy bywa sam"[13].
10. "Baba z wozu koniom lżej" - Trubadurzy w piosence "Baba z wozu koniom lżej"[14].
11. "Strach ma przecież. Wielkie oczy" - Ewa Bem w piosence "Wszystkiego najlepszego"[15].
12. "Niedaleko pada jabłko od jabłoni" - Kuba Kawalec w piosence Wózek z gruzem[16].
13. "Kto się lubi, ten się czubi, to przysłowie znane Wam" - Filipinki w piosence "Kto się czubi, ten się lubi"[17].

## Przysłowia w malarstwie i grafice

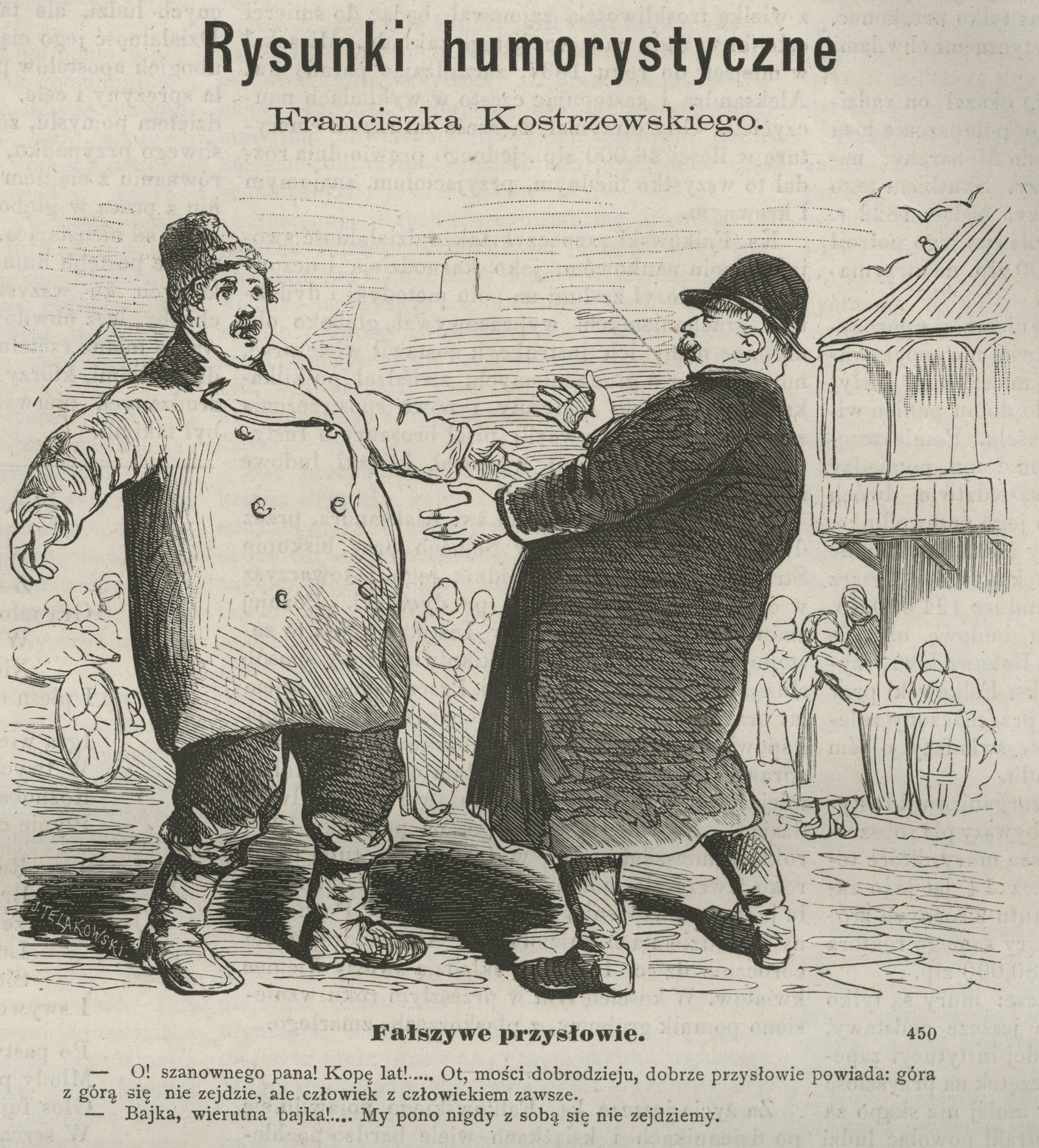
Rysunek humorystyczny Franciszka Kostrzewskiego ilustrujący przysłowie "góra z górą się nie zejdzie ale człowiek z człowiekiem zawsze".

Przysłowia stanowią inspirację dla artystów, którzy starają się przekazać ich znaczenie i mądrość ludową za pomocą dzieł malarstwa i grafiki. 
Przykłady prac artystycznych, w których przysłowia odgrywają istotną rolę:
- "Przysłowia Polskie" autorstwa Mariana Knapika (2022): przedstawił 40 przysłów będących w powszechnym obiegu. To zaproszenie do rozważenia i odgadnięcia znaczeń tych przysłów, a zarazem ciekawy sposób na odkrywanie bogactwa mądrości ludowej[18].
- "Polskie Przysłowia Ludowe" autorstwa Sylwii Zawiślak (2016): to projekt artystyczny, na który składa się 17 grafik wykonanych za pomocą techniki druku wypukłego, które ilustrują 40 archaicznych przysłów, często już nieistniejących w codziennym użytku[19].